# Adelognathus cephalotes
Adelognathus cephalotes là một loài tò vò trong họ Ichneumonidae.